# Camilo José Cela Egyetem
A Camilo José Cela Egyetem (spanyolul: Universidad Camilo José Cela) egy spanyolországi magánegyetem, melyet 2000-ben alapítottak madridi székhellyel.
Nevét az irodalmi Nobel-díjas Camilo José Cela után kapta, aki még életében hozzájárult a névhasználathoz, s ő maga rakta le az egyetem alapkövét.
Jelenleg alapképzéseket, kormányzatilag akkreditált és az egyetem által akkreditált mesterképzéseket indít, mind nappali tagozatos, mind távoktatási formában.
Az egyetem díszdoktorai között meg kell említeni a következő személyek nevét: Juan Antonio Samaranch (2002), Antonio Lamela (2007), Santiago Calatrava (2009), Nicholas Negroponte (2010), Bernardo Hernández (2010), Howard Gardner (2011), Joseph Renzulli (2011), Kim Jung Haengn (2012), Stephen G. Wozniak (2013), Juan Manuel Santos (2014) y Anthony Lake (2015).

## Külső hivatkozások
- Camilo José Cela Egyetem